# Star Wars: The Empire Strikes Back (Original Motion Picture Soundtrack)
Star Wars: The Empire Strikes Back (Original Motion Picture Soundtrack) è la colonna sonora del film L'Impero colpisce ancora composta da John Williams. È un album pubblicato per la prima volta il 16 maggio 1980 come The Empire Strikes Back–Original Soundtrack dall'etichetta discografica RSO Records. Negli anni è stato ripubblicato anche come Star Wars Episode V: The Empire Strikes Back (Original Motion Picture Soundtrack).
L'album venne registrato nel corso di diciotto sessioni agli Anvil Studios di Londra, tra il dicembre 1979 e il gennaio 1980, con l'ausilio della London Symphony Orchestra. Williams, che già aveva scritto le pluripremiate musiche per Guerre stellari, venne coadiuvato da Herbert W. Spencer (orchestrazione) e dal tecnico del suono Eric Tomlinson, dal montatore Kenneth Wannberg e da Lionel Newman, che supervisionò il progetto insieme allo stesso Williams.
La colonna sonora uscì dapprima in un doppio LP per poi venire distribuita nel corso degli anni in vari formati, conquistando ben presto i plausi di critica e pubblico e diventando una delle partiture più apprezzate dell'artista.

## Il disco
Il compositore si mise al lavoro sulla colonna sonora del film nel dicembre 1979, sviluppando, come aveva fatto nel primo film, le influenze delle sonorità romantiche del XIX secolo in modo che pubblicò potesse percepire, almeno nella colonna sonora, elementi familiari che lo avrebbero avvicinato agli ambienti alieni della storia. Con budget stanziato di 250000 $, la colonna sonora venne eseguita dalla London Symphony Orchestra e registrata in diciotto sessioni da tre ore ciascuna nel corso di due settimane, tra il 27 dicembre 1979 e il 18 gennaio 1980.
Nonostante il film fosse un sequel, l'artista recuperò ben poco da Guerre stellari (la celebre fanfara d'apertura, il tema della Forza), essendo quest'ultimo un prodotto dai toni più scanzonati e gioviali rispetto all'introspezione melanconica de L'Impero colpisce ancora, scrivendo per lo più materiale inedito per i nuovi scenari e personaggi. La caratteristica principale delle partiture è rappresentata dall'aurea di apparente energia ottimistica che avvolge le composizioni e che tende a spegnersi con il progredire del film. Il cambio di atmosfera è intuibile fin dall'attacco della prima traccia The Ice Planet Hoth, che mischia una prima parte militaristica, in coincidenza con l'arrivo di Ian Solo alla base, a toni più romantici quando quest'ultimo annuncia a Leila Organa la sua intenzione di abbandonare l'Alleanza Ribelle.
La colonna sonora introdusse note umoristiche, come The Asteroid Field, e perfino il primo vera tema romantico della saga, Han Solo and the Princess, dedicato alla storia d'amore tra Ian e Leila; City in the Clouds commenta l'opulenza di Città delle nuvole, in un momento di distensione dai toni ombrosi del film, mentre Betrayal at Bespin rappresenta il punto d'incontro tra le tonalità più leggere e quelle più oscure, grazie alle parti corali che danno vita a un senso di bellezza, speranza ma anche distanza emotiva.
Per comunicare l'essenza poetica di Yoda, Williams compose Yoda's Theme, una melodia che egli stesso descrisse come «Romantica e in grado di inondarci di buone intenzioni». La tristezza malinconia intrinseca nel personaggio, ultimo membro di una stirpe millenaria costretto a rifugirarsi su un pianeta desolato, venne resa attraverso intervalli consonanti di do, mi, sol e si in un pezzo dai toni profondi, perché «suggerivano l'innocenza della vera saggezza». Alla stessa maniera, Yoda and the Force venne scritta per mostrare in maniera quieta ma evocativa il potenziale illimitato della Forza.

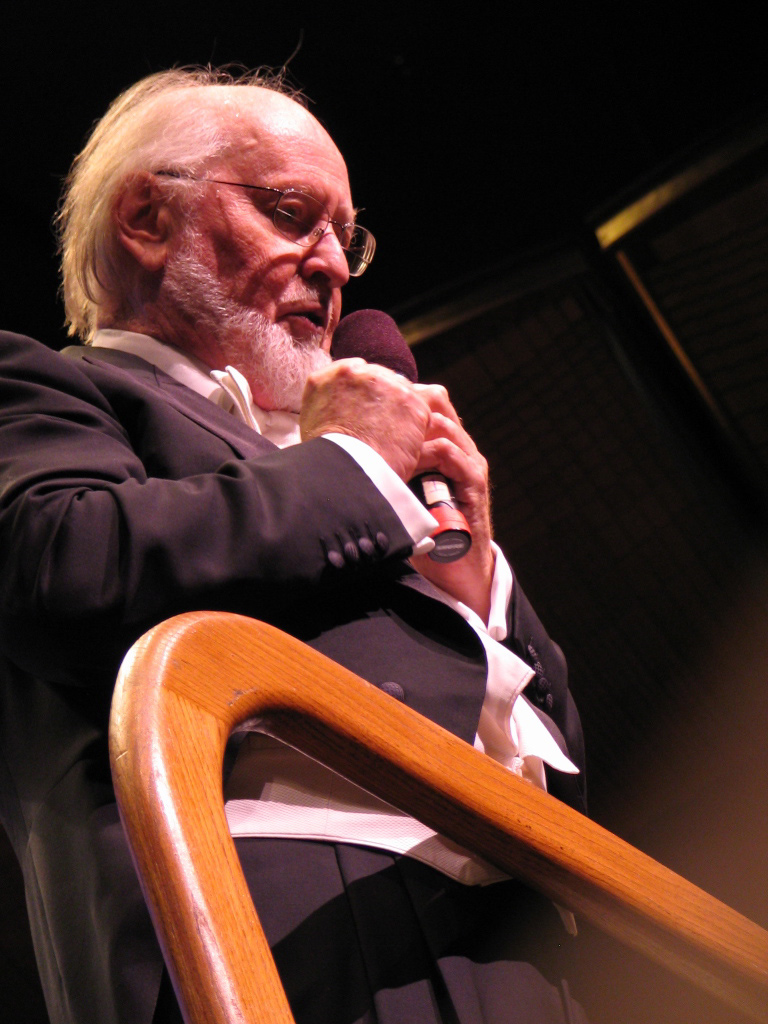
John Williams, nel 2007.

Per Dart Fener compose The Imperial March (Darth Vader's Theme). L'autore immaginò il tema di Fener come una partitura drammatica e operistica, facendo ricorso agli ottoni in chiave minore, in modo che «La musica investa lo spettatore con una forza declamatoria prepotente e ripetitiva». Grazie alla struttura basica della marcia, il cui attacco di tre note ben si prestò a essere inserito nella tessitura musicale delle altre tracce, come monito incombente dell'Impero, Williams riuscì a imprimere sul pubblico la sensazione di pericolo imminente. Il più riconoscibile tema del corpus musicale della saga, The Imperial March (Darth Vader's Theme) divenne ben presto un fenomeno culturale, venendo utilizzato e parodiato in moltissimi prodotti d'intrattenimento, come gli episodi della serie I Simpson Marge trova lavoro e Il Film Festival di Springfield, o eventi pubblici. Il suo uso si intensificò nel periodo post-11 settembre per simbolizzare, a seconda dei contesti, sia la minaccia terroristica che gli Stati Uniti.
Strumentazioni speciali si resero necessarie in alcuni passaggi. Nella partitura Battle in the Snow vennero usati, oltre agli strumenti abituali, cinque ottavini, cinque oboi, una batteria di otto percussioni, due piani e tre arpe, richiesti per ottenere il suono brutale e meccanico che rendesse l'idea degli AT-AT in marcia contro i ribelli.
Basandosi sulla struttura della precedente colonna sonora, Williams usò la tecnica lirica del leitmotiv, facendo coincidere con estrema precisione i brani musicali alle varie scene, ripetendoli più volte per creare un alto grado di consapevolezza negli spettatori.
Originariamente pubblicato in un doppio LP dalla RSO Records, l'album presentava la minacciosa maschera di Dart Fener in copertina e conteneva 75 minuti di musica, con un booklet contenente foto di scena, un'intervista a Williams e una breve presentazione di ogni traccia. Sul retro venne stampata l'immagine del primo poster del film, ritraente Ian e Leila in una posa simile a quella del poster della riedizione del 1967 di Via col vento. L'Impero colpisce ancora fu l'ultimo doppio LP di una colonna sonora distribuito sul mercato.

## Accoglienza
L'album ricevette critiche entusiastiche, venendo definito «Impressionante come il suo predecessore», «Il più grande traguardo raggiunto dalla musica per film» e «Una colonna sonora devastante, con un accento più marcato sul dramma che sull'azione fantascientifica». I recensori parlarono di influenze shakespeariana nella trattazione della materia e di echi a Prokof'ev, scrivendo come le musiche del film fossero il maggior contributo di John Williams alla saga: «La musica portata in vita dalla talentuosa London Symphony Orchestra è lussuriosa, romantica, emozionante ed evocativa».
In termine di vendite, il disco si rivelò un successo secondo solo a quello del primo film, riuscendo a vendere più di un milione di copie.

### Riconoscimenti
- 1981 - Premio Oscar
  - Nomination miglior colonna sonora a John Williams
- 1981 - Golden Globe
  - Nomination migliore colonna sonora originale a John Williams
- 1981 - British Academy Film Awards
  - Miglior colonna sonora a John Williams
- 1980 - Saturn Award
  - Nomination miglior colonna sonora a John Williams
- 1981 - Grammy Award
  - Miglior colonna sonora di un film, programma televisivo o altro media visuale a John Williams
  - Miglior composizione strumentale a John Williams

## Tracce
Lato A
1. Star Wars (Main Theme) – 5:49
2. Yoda's Theme – 3:24
3. The Training of a Jedi Knight – 3:17
4. The Heroics of Luke and Han – 6:18

Lato B
1. The Imperial March (Darth Vader's Theme) – 2:59
2. Departure of Boba Fett – 3:30
3. Han Solo and the Princess – 3:25
4. Hyperspace – 4:02
5. The Battle in the Snow – 3:48

Lato C
1. The Asteroid Field – 4:10
2. The City in the Clouds – 6:29
3. Rebels at Bay – 5:23
4. Yoda and the Force – 4:01

Lato D
1. The Duel – 4:07
2. The Magic Tree – 3:32
3. Lando's Palace – 3:52
4. Finale – 6:28

Durata totale: 74:34

## Classifiche
| Classifica  | Posizione |
| ----------- | --------- |
| Stati Uniti | 4         |

## Versioni alternative
Negli anni, la storia discografica della colonna sonora si sviluppò enormemente. L'LP originale venne trasposto in formato CD nel 1985 dalla Polydor Records, che aveva acquistato l'intero catalogo della RSO Records, scorciato di molte delle tracce presenti nel vinile (dai 75 minuti origini a 42). Nel 1992, con più di un decennio di ritardo, uscì la colonna sonora registrata negli anni ottanta da Charles Gerhardt e la sua National Philharmonic Orchestra. Il CD, distribuito da Varèse Sarabande, fu il primo supporto digitale a presentare, seppur in forma differente, le tracce estromesse dal disco Polydor. L'anno successivo, la 20th Century Fox pubblicò l'ormai raro LP all'interno del cofanetto Star Wars Trilogy: The Original Soundtrack Anthology, mentre nel 1997, in occasione dell'edizione speciale dei film, la RCA fece uscire un doppio CD, contenente più di due ore di musica rimasterizzata, elogiato dalla critica come la miglior versione della colonna sonora. Negli anni duemila videro la luce due ristampe dell'edizione del 1997: una nel 2004, con una rimasterizzazione lievemente diversa, e una nel 2007, entrambe edite dalla Sony Music.

### CD della Polydor Records
1. The Imperial March (Darth Vader's Theme) – 3:00
2. Yoda's Theme – 3:27
3. The Asteroid Field – 4:10
4. Han Solo and the Princess – 3:26
5. Finale – 6:25
6. Star Wars (Main Theme) – 5:48
7. The Training of a Jedi Knight – 3:05
8. Yoda and the Force – 4:02
9. The Duel – 4:03
10. The Battle in the Snow – 3:48

Durata totale: 41:23

### Star Wars Trilogy: The Original Soundtrack Anthology
Nel 1993, l'etichetta 20th Century Fox Film Scores distribuì Star Wars Trilogy – The Original Soundtrack Anthology, un cofanetto di quattro dischi, prodotto da Nick Redman e contenente le colonne sonore della trilogia. L'intero disco due e una parte del quarto disco vennero dedicati a L'Impero colpisce ancora e presentarono i 75 minuti originali dell'LP, con l'aggiunta di nuove tracce.
Disco due
1. 20th Century Fox Fanfare with CinemaScope Extension - 0:22 (Alfred Newman, 1954)
2. Main Title/The Imperial Probe (Extended Version) - 7:58
3. Luke's Escape - 3:34
4. Luke's Rescue - 1:45
5. The Imperial March (Darth Vader's Theme) - 2:59
6. The Battle in the Snow - 3:45
7. Luke's First Crash - 4:12
8. The Rebels Escape Again - 2:59
9. The Asteroid Field - 4:14
10. Yoda's Theme - 3:26
11. Han Solo and the Princess - 3:26
12. The Training of a Jedi Knight - 3:13
13. The Magic Tree - 3:32
14. Yoda and the Force - 4:02
15. City in the Clouds - 6:50
16. Lando's Palace - 3:52
17. The Duel - 4:14
18. Hyperspace - 4:03
19. Finale/End Credits - 6:18

Disco quattro
1. Drawing the Battle Lines/Leia's Instructions - 4:02
2. Attack Position - 3:04
3. Crash Landing - 3:34
4. Carbon Freeze/Luke Pursues the Captives/Departure of Boba Fett - 11:08
5. Losing a Hand - 1:14

### The Empire Strikes Back: The Original Motion Picture Soundtrack (Special Edition)
Nel 1997, in occasione dell'edizione speciale dei film, la RCA fece uscire un doppio CD, contenente più di due ore di musica rimasterizzata. L'album presentava, nella versione limitata, un libretto di 32 pagine in cui venivano descritte nel dettaglio le varie tracce.
Elogiato dalla critica come «una delle colonne sonore più coese e meglio realizzate della sua intera carriera», nonché la miglior versione della stessa, il disco presentò materiale mai pubblicato prima di allora, come la tensiva Snowspeeders Take Flight, l'eroica The Battle of Hoth o l'orrorifica Mynock Cave, paragonato dai commentatori alle musiche dei film Hammer.
Negli anni duemila videro la luce due ristampe dell'edizione del 1997: una nel 2004, con una rimasterizzazione lievemente diversa, e una nel 2007, entrambe edite dalla Sony Music.

#### Tracce
Disco uno
1. 20th Century Fox Fanfare - 0:22 (Alfred Newman, 1954)
2. Main Title/The Ice Planet Hoth - 8:09
3. The Wampa's Lair/Vision of Obi-Wan/Snowspeeders Take Flight - 8:44
4. The Imperial Probe/Aboard the Executor - 4:24
5. The Battle of Hoth (The Ion Cannon/Imperial Walkers/Beneath the AT-AT/Escape in the Millennium Falcon) - 14:48
6. The Asteroid Field - 4:15
7. Arrival on Dagobah - 4:54
8. Luke's Nocturnal Visitor - 2:35
9. Han Solo and the Princess - 3:26
10. Jedi Master Revealed/Mynock Cave - 5:44
11. The Training of a Jedi Knight/The Magic Tree - 5:16

Durata totale: 62:41
Disco due
1. The Imperial March (Darth Vader's Theme) - 3:02
2. Yoda's Theme - 3:30
3. Attacking a Star Destroyer - 3:04
4. Yoda and the Force - 4:02
5. Imperial Starfleet Deployed/City in the Clouds - 6:04
6. Lando's Palace - 3:53
7. Betrayal at Bespin - 3:46
8. Deal with the Dark Lord - 2:37
9. Carbon Freeze/Darth Vader's Trap/Departure of Boba Fett - 11:50
10. The Clash of Lightsabers/The Stormtroopers are Coming - 4:18
11. Rescue from Cloud City/Hyperspace - 9:10
12. The Rebel Fleet/End Title - 6:28

Durata totale: 61:42

#### Classifiche
| Classifica  | Posizione |
| ----------- | --------- |
| Stati Uniti | 60        |